# Pablo Vaca
Pablo Vaca Justiniano (Santa Cruz de la Sierra, Bolivia; 31 de mayo de 2002) es un futbolista boliviano. Juega de defensa central y su equipo actual es Oriente Petrolero de la Primera División de Bolivia. Es internacional absoluto por Bolivia desde 2023.

## Selección nacional
Debutó en la selección de Bolivia el 27 de agosto de 2023 ante Panamá en un amistoso.
Fue citado al Torneo Preolímpico Sudamericano Sub-23 de 2024.

## Estadísticas

### Clubes
Actualizado al último partido disputado el 7 de diciembre de 2023.
| Club                   | Div.          | Temporada     | Liga  | Liga  | Copas nacionales | Copas nacionales | Copas internacionales | Copas internacionales | Total | Total |
| Club                   | Div.          | Temporada     | Part. | Goles | Part.            | Goles            | Part.                 | Goles                 | Part. | Goles |
| ---------------------- | ------------- | ------------- | ----- | ----- | ---------------- | ---------------- | --------------------- | --------------------- | ----- | ----- |
| Always Ready · Bolivia | 1.ª           | 2022          | 6     | 0     | 0                | 0                | 1                     | 0                     | 7     | 0     |
| Always Ready · Bolivia | 1.ª           | 2023          | 24    | 0     | 9                | 0                | 0                     | 0                     | 33    | 0     |
| Always Ready · Bolivia | Total club    | Total club    | 30    | 0     | 9                | 0                | 1                     | 0                     | 40    | 0     |
| Total carrera          | Total carrera | Total carrera | 30    | 0     | 9                | 0                | 1                     | 0                     | 40    | 0     |